# 이광문 (럭비 선수)
이광문(李光紋, 1983년 8월 4일~)은 대한민국의 럭비 선수이다.